# Left to My Own Devices
Left to My Own Devices è un singolo del gruppo musicale britannico Pet Shop Boys, il secondo estratto dal terzo album in studio Introspective e pubblicato il 14 novembre 1988.

## La canzone
Traccia d'apertura di Introspective, Left to My Own Devices è stato il primo brano dei Pet Shop Boys ad essere stato registrato con l'orchestra, condotta da Richard Niles. Il testo fu interamente scritto da Neil Tennant, il quale ne spiegò il significato: 

## Pubblicazione
Il brano riscosse maggior successo del singolo precedente, Domino Dancing, tanto da entrare nella prestigiosa Top5 inglese (esattamente alla posizione numero 4). Sin dalla sua pubblicazione, il brano è divenuto uno dei più presenti nei concerti dei Pet Shop Boys, molto spesso come introduzione. Left to My Own Devices fu anche il primo brano dei Pet Shop Boys a non entrare nella Top40 americana, piazzandosi alla posizione numero 84 nella Billboard Hot 100.

Come tutti i singoli estratti da Introspective, la canzone fu modificata in modo da essere di durata minore per una distribuzione radiofonica. Ciò fu anche un motivo per cui i Pet Shop Boys sono stati da sempre differenziati dagli altri artisti dell'epoca. Ciò fu confermato da Tennant e Lowe in una loro dichiarazione del 2001:

## Video musicale
Il videoclip fu diretto da Eric Watson, regista di molti video dei Pet Shop Boys, e raffigura Tennant e Lowe sopra un pavimento di vetro, con la videocamera che li riprende dal basso. Oltre al duo, compaiono frequentemente degli acrobati, sempre ripresi dal basso del pavimento. MTV rifiutò di trasmettere il videoclip in quanto fu considerato "di colore offuscato" (le uniche fonti di luce nel videoclip sono il rosso e blu del soffitto).

## Tracce
CD singolo (Regno Unito)
1. Left to My Own Devices (4:43)
2. Left to My Own Devices (Disco Mix) – 11:28
3. The Sound of the Atom Splitting – 3:37

45 giri (Regno Unito)
- Lato A

1. Left to My Own Devices (4:43)

- Lato B

1. The Sound of the Atom Splitting (Extended Version) – 5:13

33 giri (Regno Unito)
- Lato A

1. Left to My Own Devices (Disco Mix) – 11:28

- Lato B

1. Left to My Own Devices – 4:43
2. The Sound of the Atom Splitting – 3:37

## Classifiche
| Classifica (1988) | Posizione massima |
| ----------------- | ----------------- |
| Australia         | 48                |
| Belgio            | 17                |
| Germania          | 9                 |
| Italia            | 15                |
| Nuova Zelanda     | 22                |
| Paesi Bassi       | 18                |
| Regno Unito       | 4                 |
| Stati Uniti       | 84                |
| Svizzera          | 12                |